# 杨寨站
杨寨站，位于湖北省广水市杨寨镇，是京广铁路及鸡杨铁路上的一座铁路车站。2007年3月26日，车站随京广铁路信阳至陈家河段改造工程完工而开通运营:26,57，此后车站作为京广及鸡杨两线的接轨车站:92。现为五等站。